# Yaya and Angelina: The Spoiled Brat Movie
Yaya and Angelina: The Spoiled Brat Movie är en filippinsk komedifilm, från GMA Films och APT Entertainment. Bland skådespelarna finns Michael V. och Ogie Alcasid. Filmen är baserad på Bubble Gangs sketch "Ang Spoiled".

## Handling
7-årige Angelina är en talangfull flicka, som tas om hand av en rad olika barnflickor.